# Ostasjkov

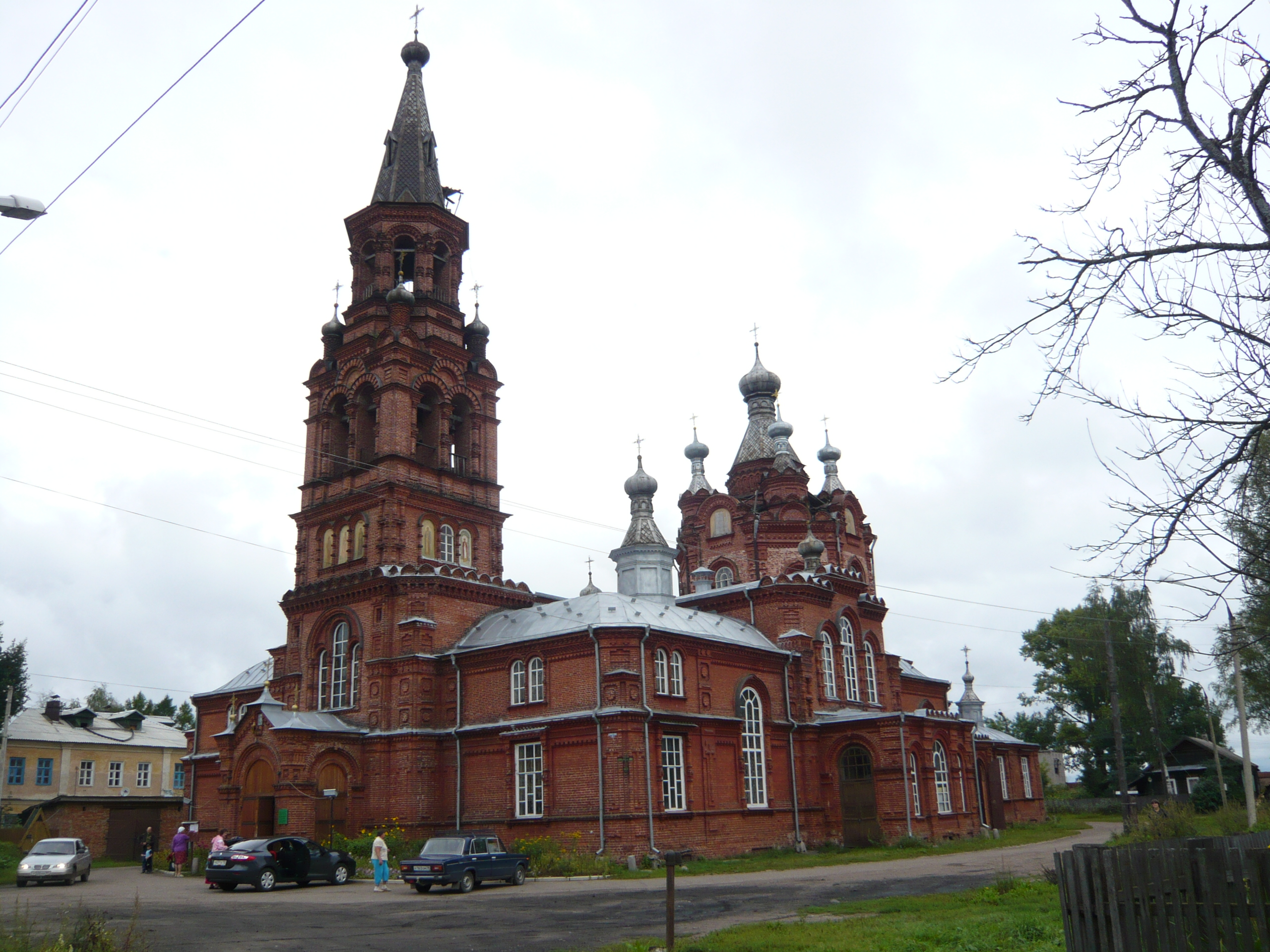
Voznesenskijkatedralen i Ostasjkov.

Ostasjkov (ryska Оста́шков) är huvudort i Ostasjkov rajon i Tver oblast i Ryssland. Ostasjkov är beläget 20 mil väster om Tver och hade 16 837 invånare i början av 2015.

## Gulag
I Ostasjkov låg ett av NKVD:s läger. År 1940 internerades i Ostasjkov 6 314 polska krigsfångar, innan samtliga fördes till Kalinin (dagens Tver) och avrättades.